# Eugène d'Hane de Steenhuyse
Eugène d'Hane de Steenhuyse (Gent 5 juni 1793 - 29 mei 1853) was een Belgisch edelman en burgemeester van Elene.

## Familie
Jonkheer Eugène Emmanuel Marie Ghislain d'Hane de Steenhuyse behoorde tot een familie die in 1641 'voor zoveel als nodig' adelserkenning verkreeg en in 1768 door keizerin Maria-Theresia begiftigd werd met de titel van graaf.
Zijn vader was graaf Jean-Baptiste d'Hane de Steenhuyse (Gent 1757-1826), laatste heer van het prinsdom Steenhuyse en zijn moeder Marie-Madeleine Rodriguez d'Evora y Vega (Gent  1760 - Leeuwergem 1842). Het echtpaar kreeg zeven kinderen, van wie alleen Charles nakomelingen had.
Eugène bleef vrijgezel.

## Levensloop
Eugène d'Hane doorliep een wat bescheidener carrière dan sommige van zijn broers.
Hij was katholiek provincieraadslid van 1836 tot 1846. Hij zetelde als lid van de administratieve commissie voor het beheer van de gevangenissen in Gent.
Hij werd ook burgemeester van Leeuwergem (1819-1836), van Elene (1824-1853) en van Steenhuize-Wijnhuize (1826-1836) 